# 平篤行
平 篤行（たいら の あつゆき）は、平安時代前期の貴族・歌人。光孝平氏、山城守・興我王の次男。官位は従五位上・大宰少弐。

## 経歴
仁和2年（886年）篤行を含む興我王の子女5人が平朝臣姓を与えられて臣籍降下する。
寛平5年（893年）文章生に補されると、秀才を経て、寛平10年（898年）対策に及第し、翌昌泰2年（899年）式部少丞に任ぜられる。
延喜3年（903年）従五位下・三河守に叙任されて地方官に転じると、延喜8年（908年）筑前守、延喜9年（909年）には大宰少弐を兼帯するなど地方官を歴任した。またこの間の延喜8年（908年）には治国の功労により従五位上に叙せられている。延喜10年（910年）1月卒去。
勅撰歌人として、『古今和歌集』に和歌作品1首が採録されている。

## 官歴
注記のないものは『古今和歌集目録』による。
- 仁和2年（886年） 7月15日：臣籍降下（平朝臣姓）[2]
- 寛平5年（893年） 日付不詳：文章生（字平津）
- 時期不詳：秀才
- 寛平10年（898年） 2月23日：大和大掾。日付不詳：伊勢権少掾。3月29日：対策及第
- 昌泰2年（899年） 正月11日：式部少丞
- 延喜2年（902年） 2月23日：式部大丞
- 延喜3年（903年） 正月7日：従五位下、三河守
- 延喜7年（907年） 正月：得替
- 延喜8年（908年） 正月：従五位上（治国）。正月12日：加賀守。2月23日：筑前守
- 延喜9年（909年） 9月29日：兼大宰少弐
- 延喜10年（910年） 正月：卒去